# Kedung Banteng (Banyumas)
Kedung Banteng (ook Kedungbanteng) is een onderdistrict (kecamatan) in het regentschap Banyumas in de Indonesische provincie Midden-Java op Java.

## Verdere onderverdeling
Het onderdistrict Kedung Banteng is anno 2010 verdeeld in 14 kelurahan, plaatsen en dorpen:
| Plaats code | Naam kelurahan, plaatsen en dorpen | Inwoners in 2010 |
| ----------- | ---------------------------------- | ---------------- |
| 001         | Kedungbanteng                      | 4.433            |
| 002         | Kebocoran                          | 4.338            |
| 003         | Karangsalam Kidul                  | 4.041            |
| 004         | Beji                               | 7.823            |
| 005         | Karangnangka                       | 3.616            |
| 006         | Keniten                            | 3.814            |
| 007         | Dawuhan Wetan                      | 3.881            |
| 008         | Dawuhan Kulon                      | 2.880            |
| 009         | Baseh                              | 3.402            |
| 010         | Kalisalak                          | 2.537            |
| 011         | Windujaya                          | 2.105            |
| 012         | Kalikesur                          | 2.075            |
| 013         | Kutaliman                          | 4.243            |
| 014         | Melung                             | 1.930            |